# Moskvici
Moskvici (în rusă Москвич, în traducere „moscovit”; scris și ca Moskvitch, Moskvich, Moskvič sau Moskwitsch) este o marcă de automobile sovietică/rusă produsă de AZLK din 1946 până în 1991 și de OAO Moskvici din 1991 până în 2001. A revenit în producție din 2022.

## Modele
- KIM-10 (1940–1941)
- Moskvici 400-420 (1947–1956)
- Moskvici 402 (1956–1965)
- Moskvici 410 (1957–1961)
- Moskvici 408 (1964–1976)
- Moskvici 412 (1967–2001)
- Moskvici 2140 (1976–1988)
- Moskvici 2141 (1986–2003)
- Moskvici 2142 (1997–2002)
- Moskvici 3 (2022–prezent)[3]

## Galerie foto

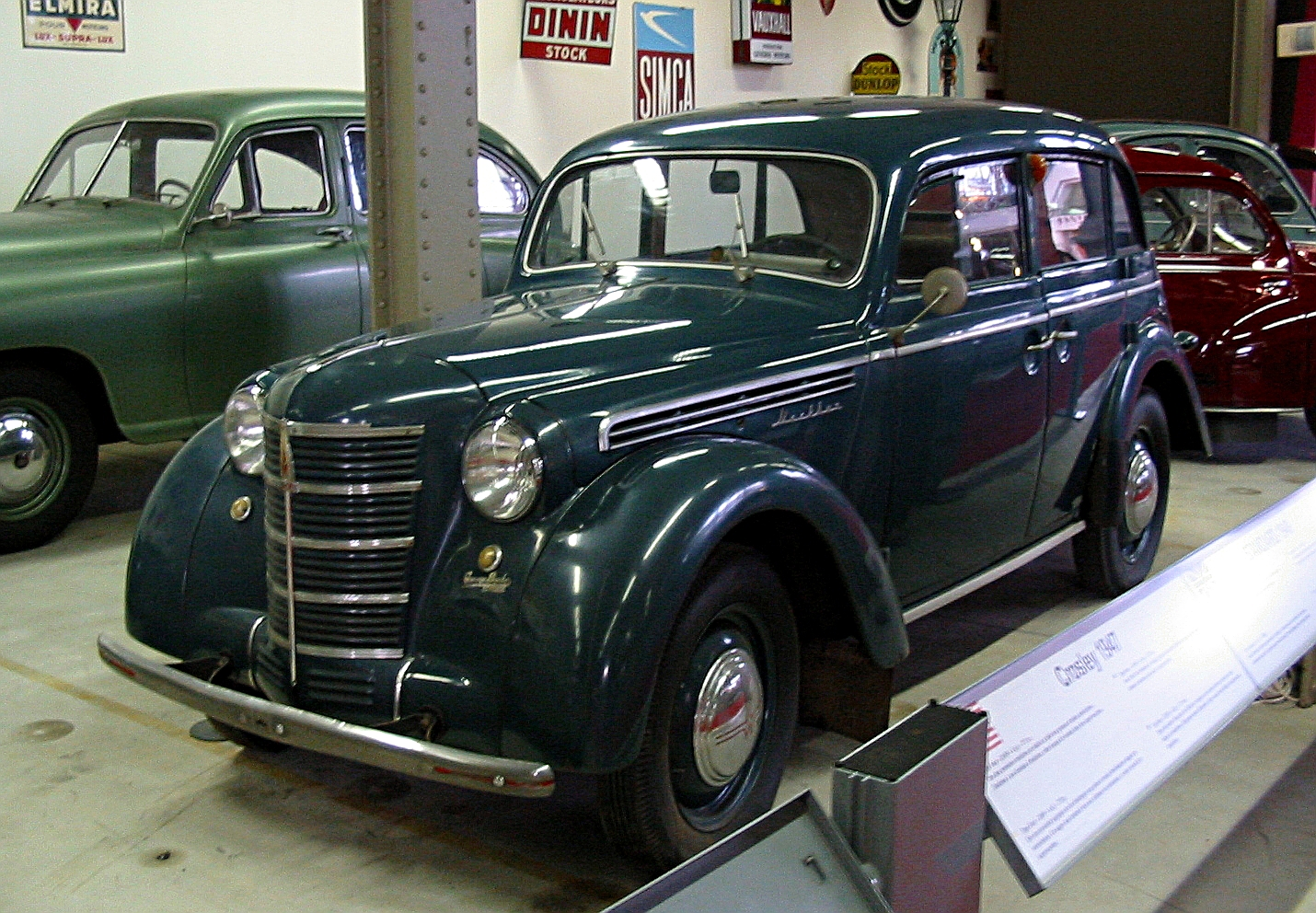
Moskvici 400
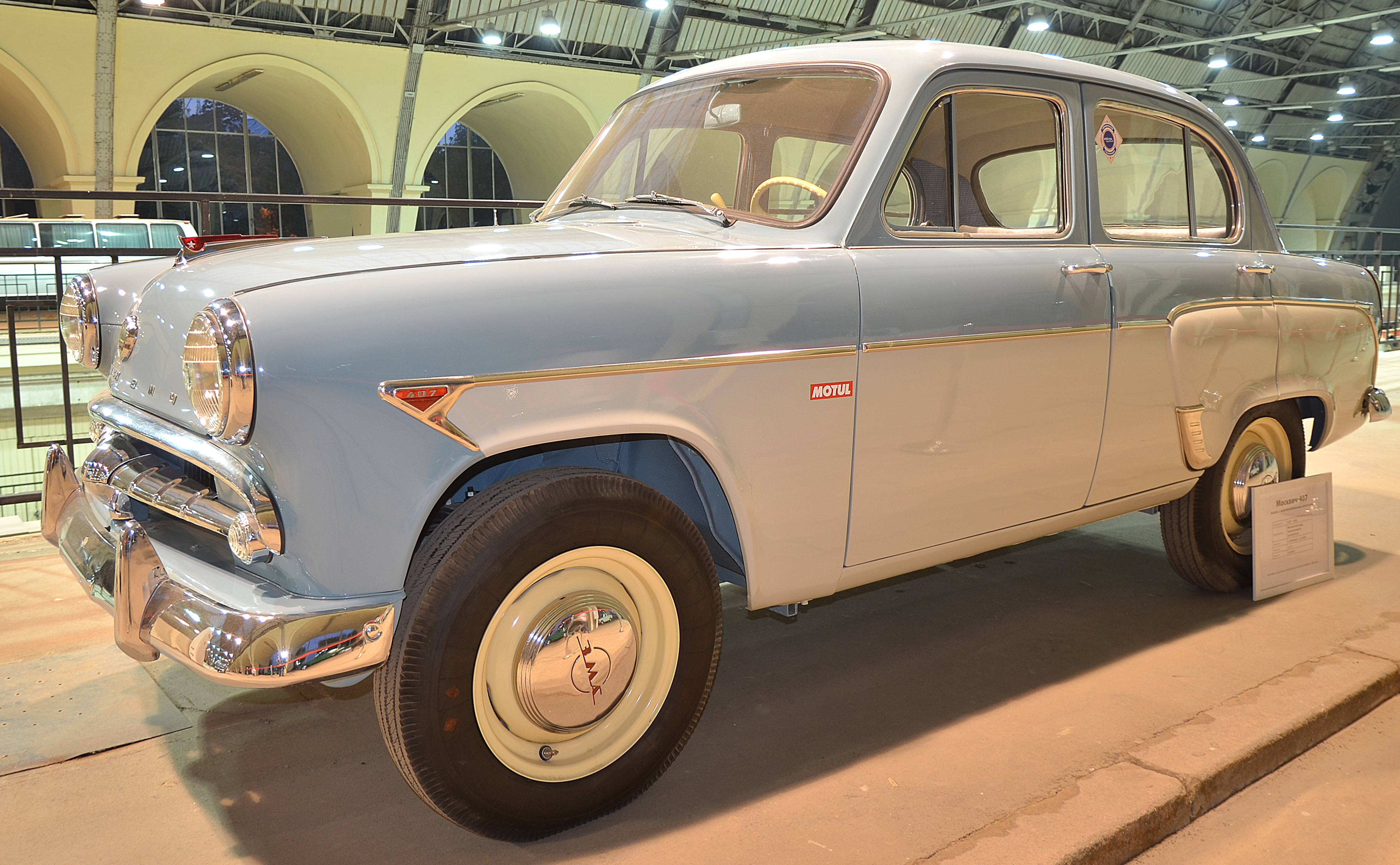
Moskvici 402
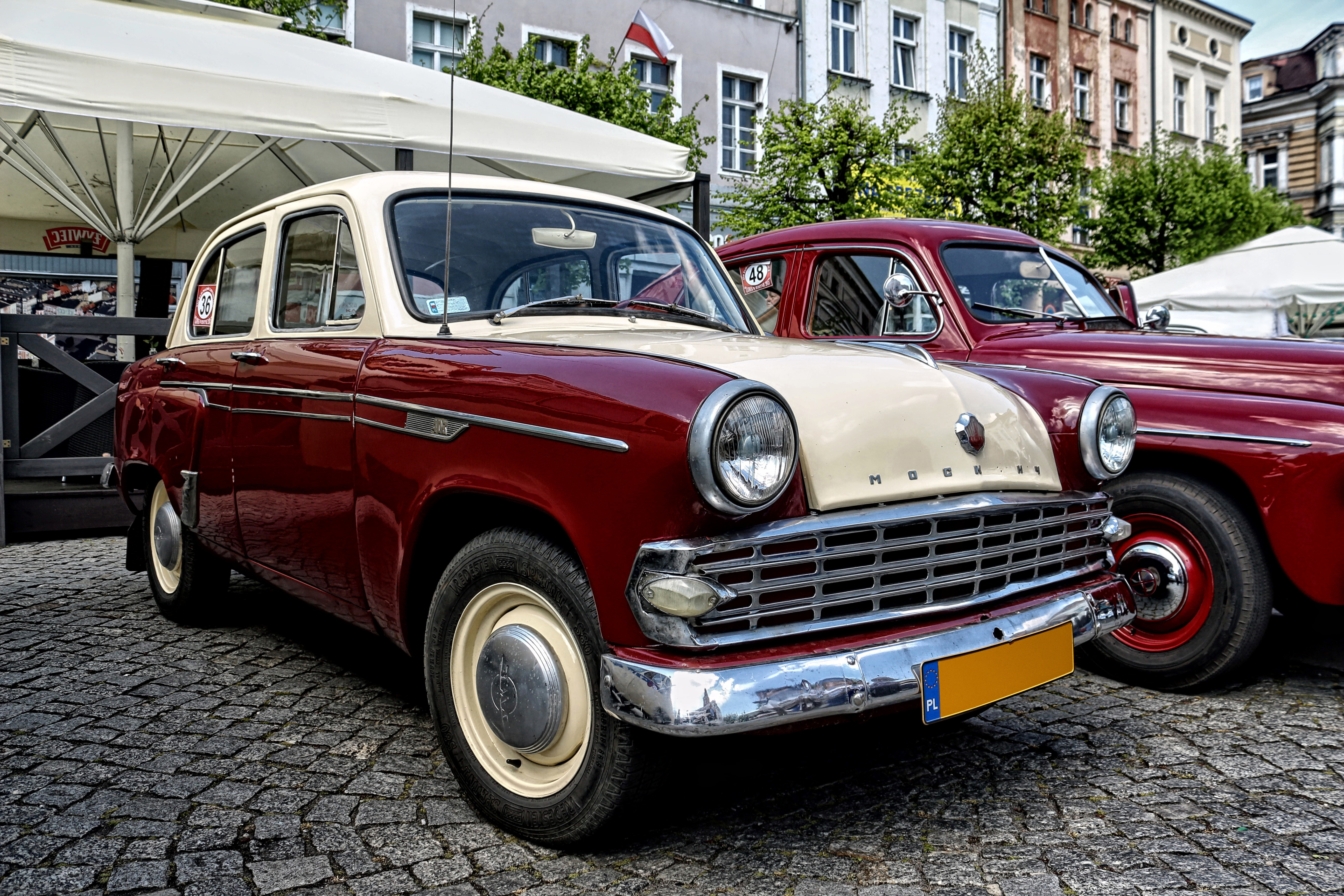
Moskvici 403
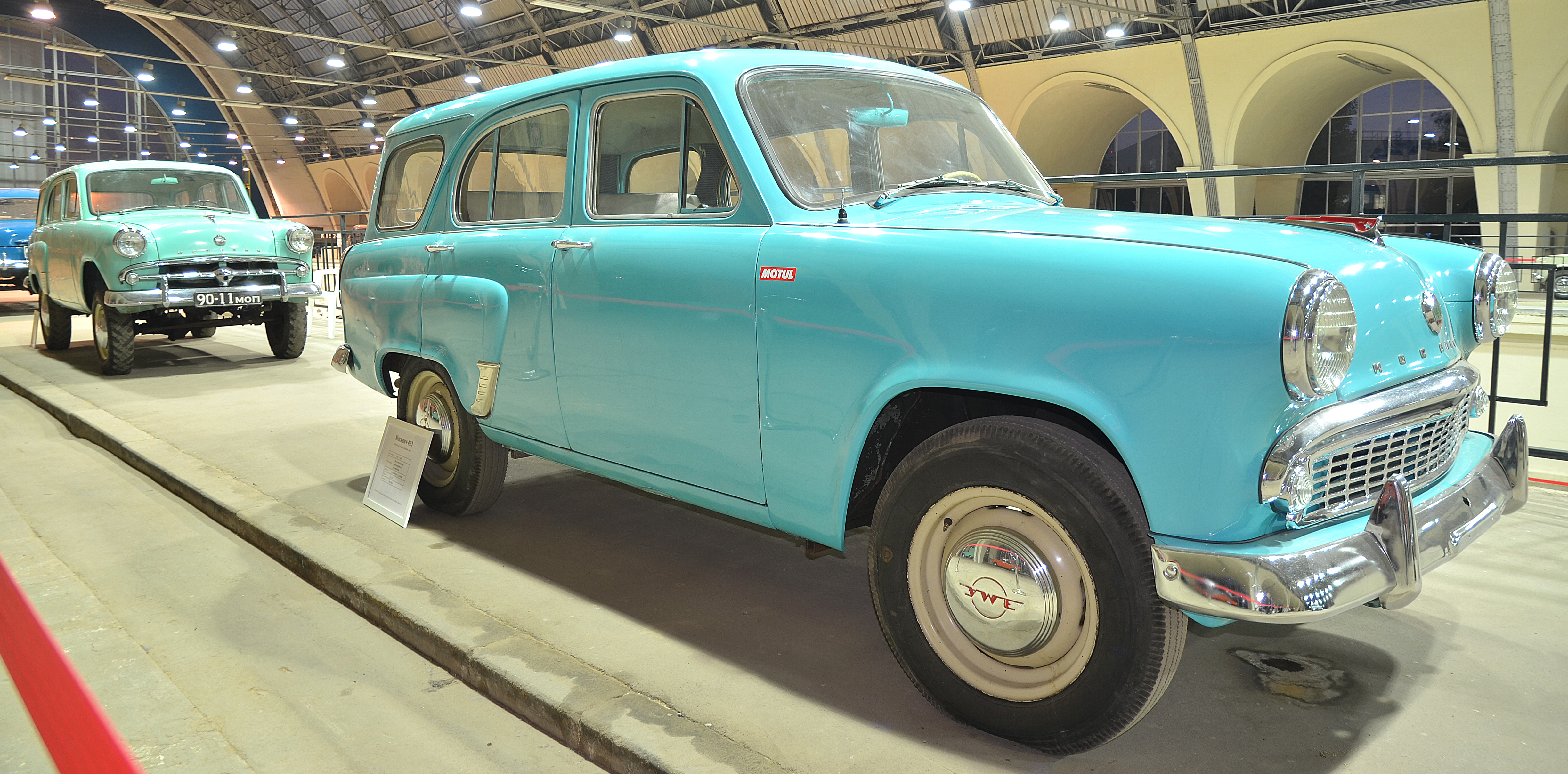
Moskvici 423
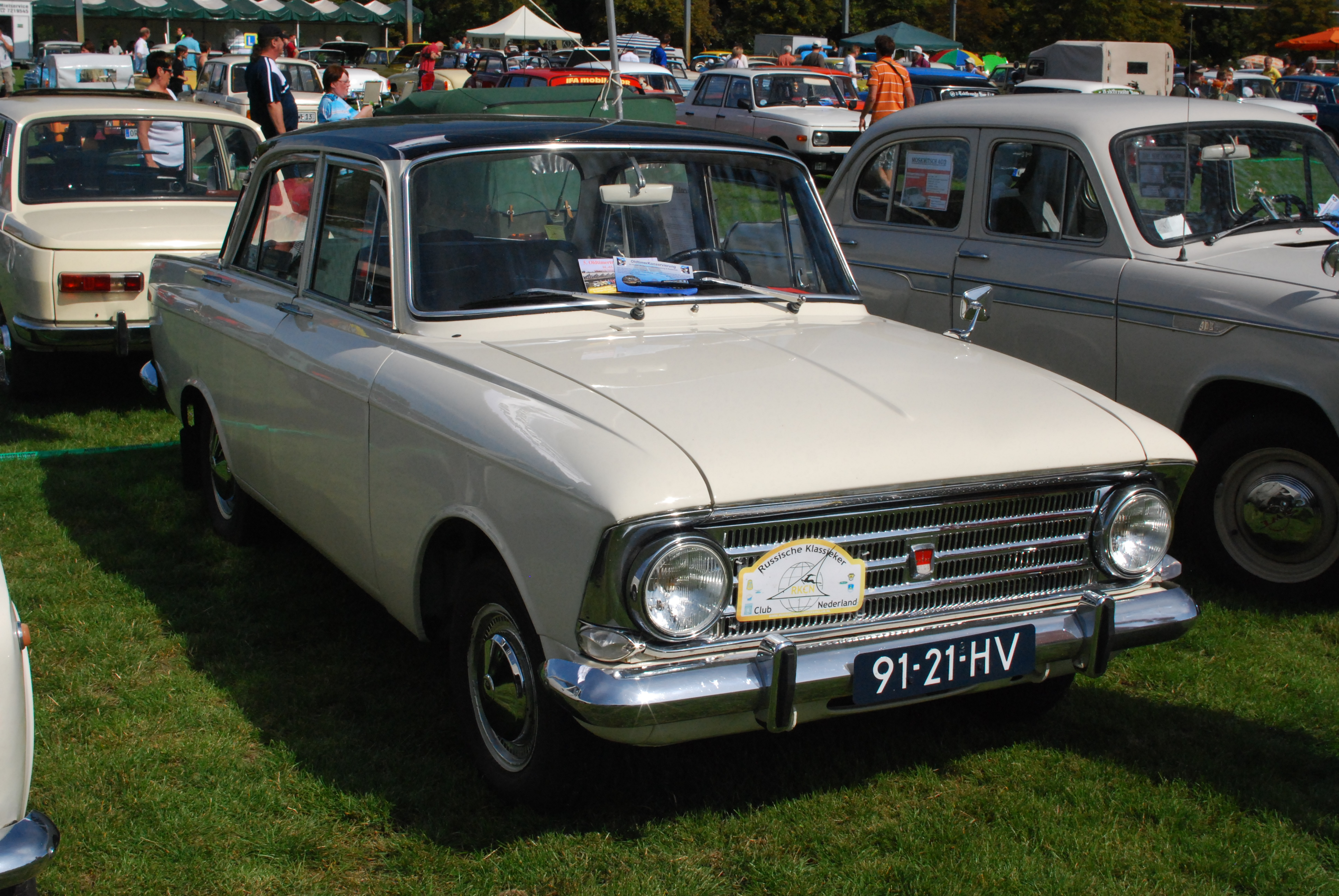
Moskvici 408
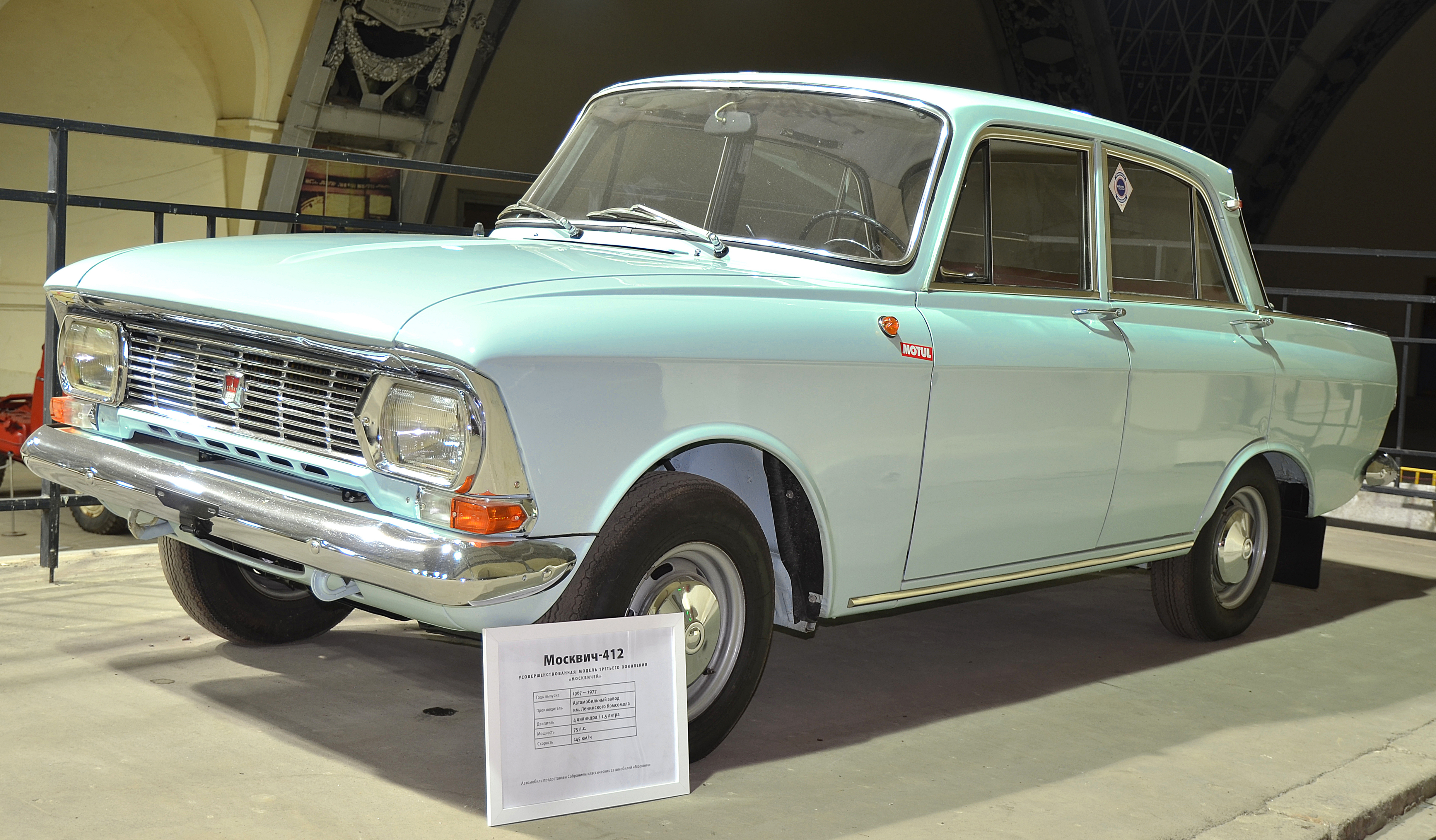
Moskvici 412
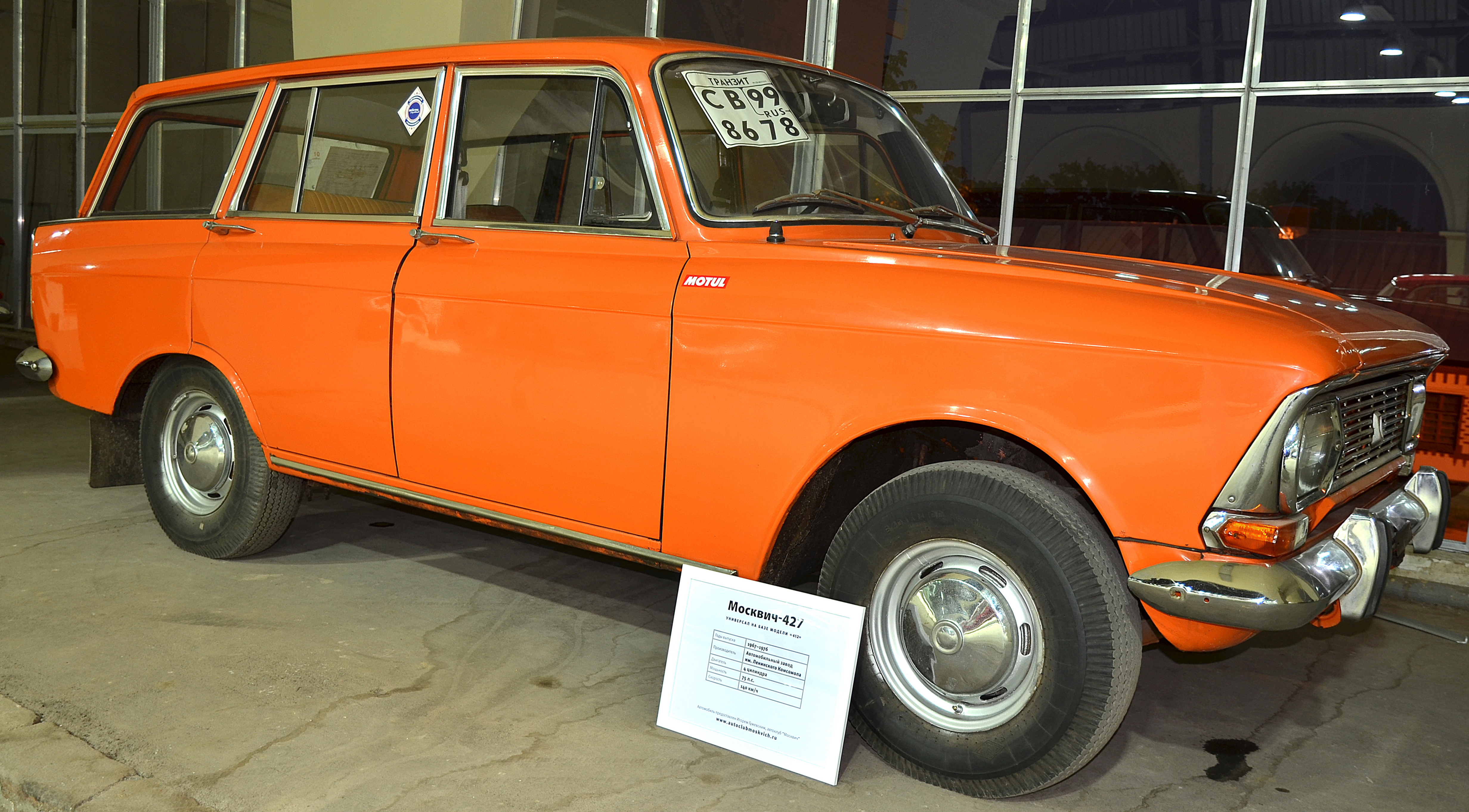
Moskvitch-427 estate din 1972
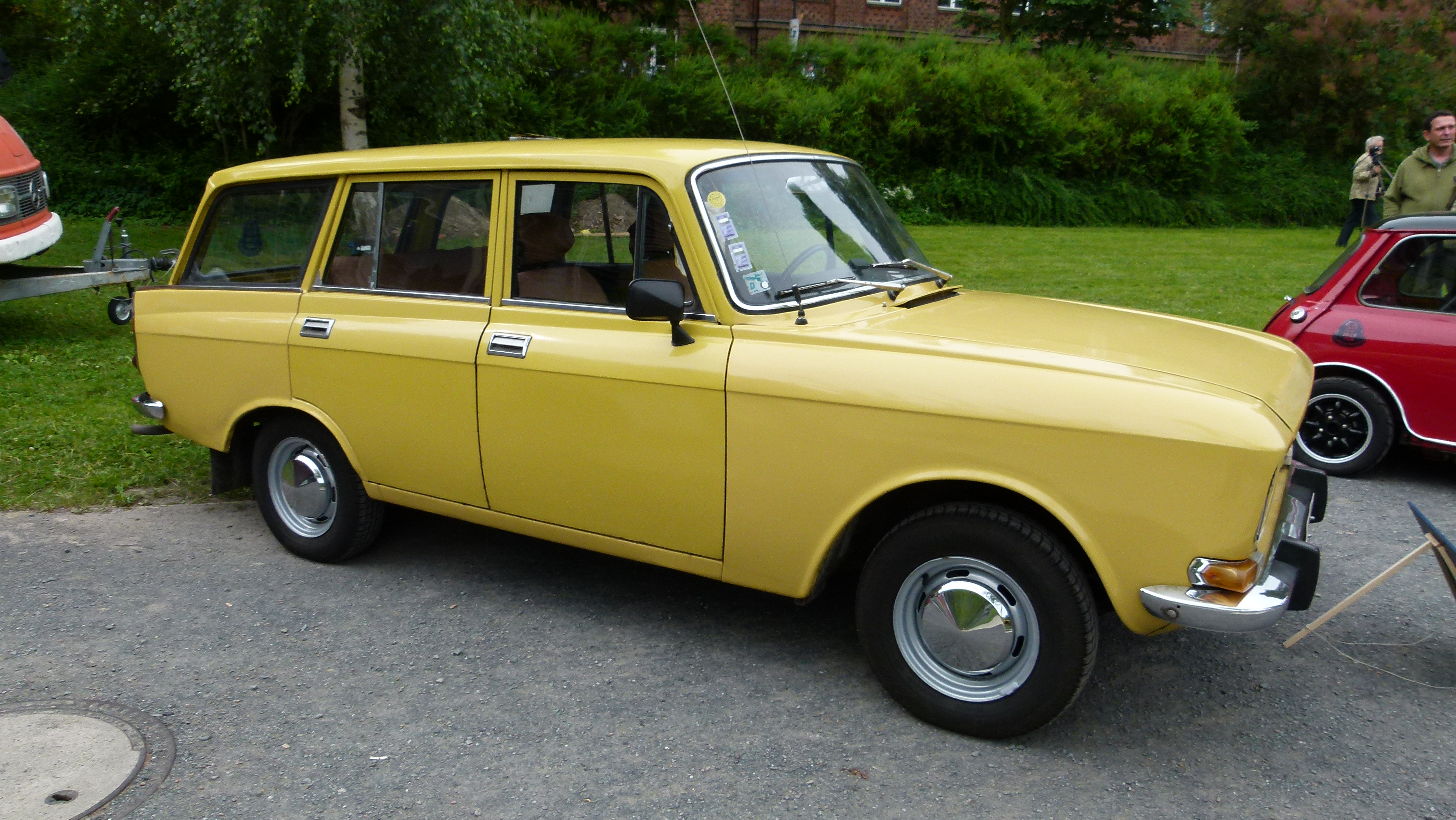
Moskvici 2137
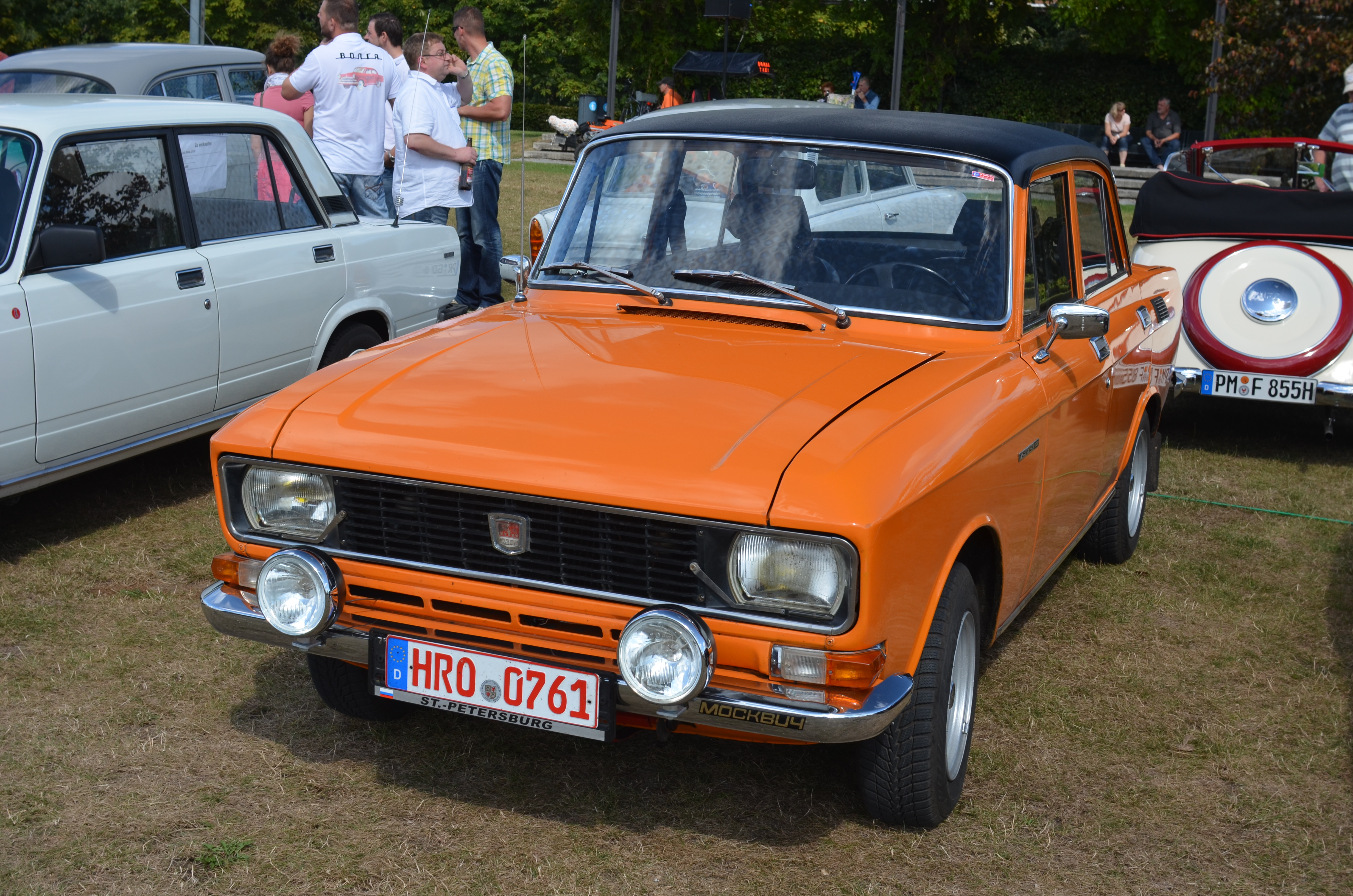
Moskvici 2140
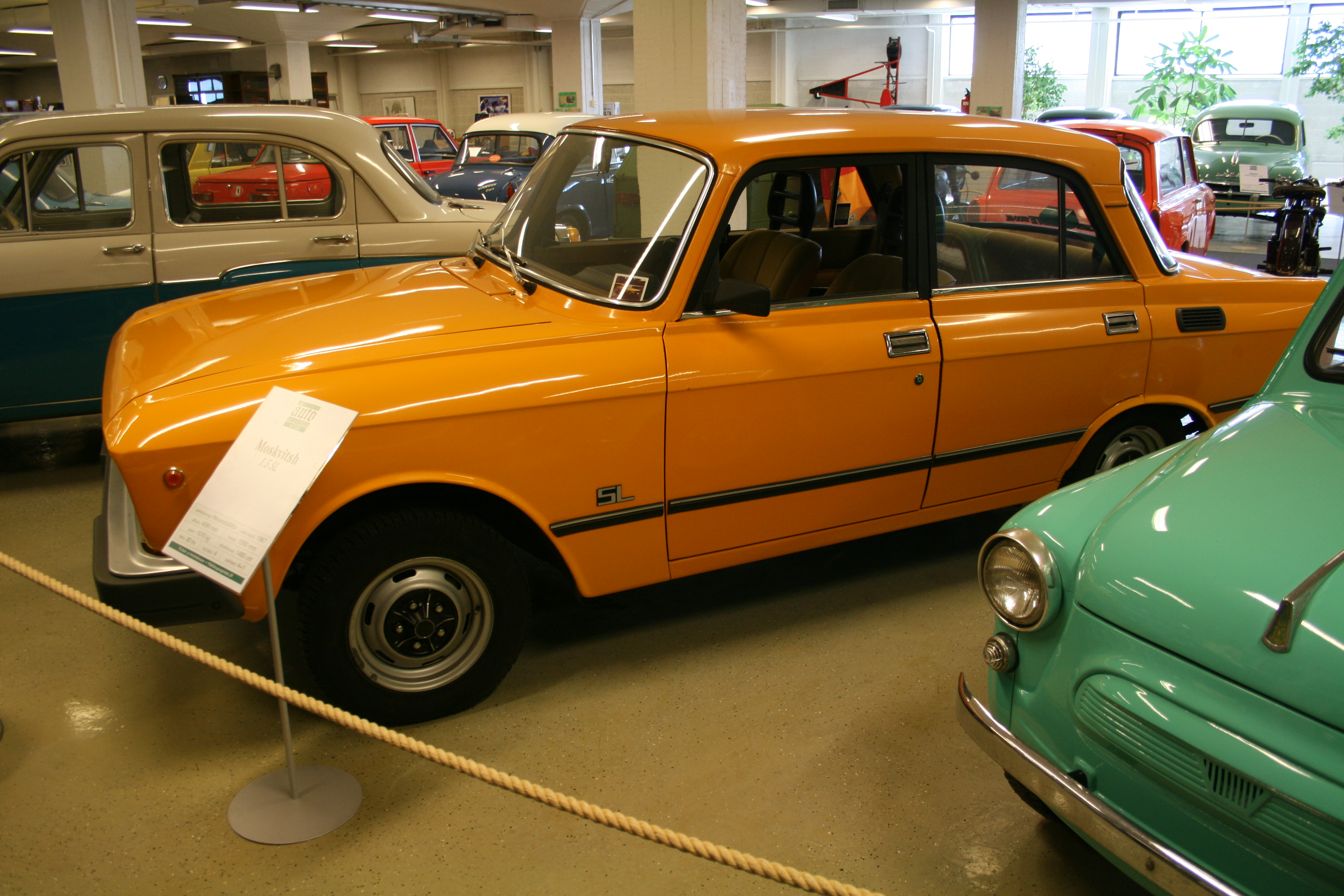
Moskvici 1.5 SL (nume de export pentru 2140SL)
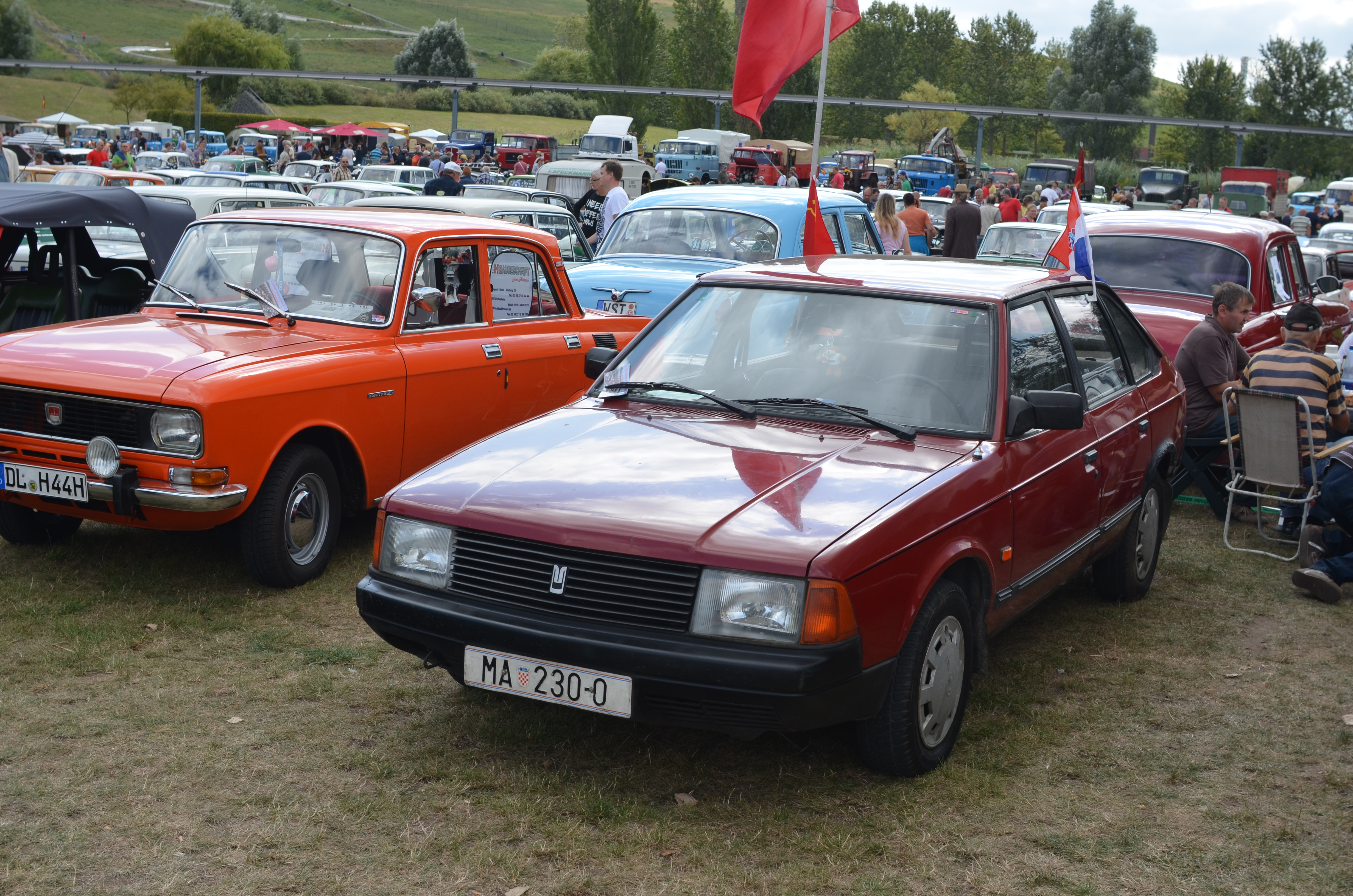
M-2141 alias M-2141S
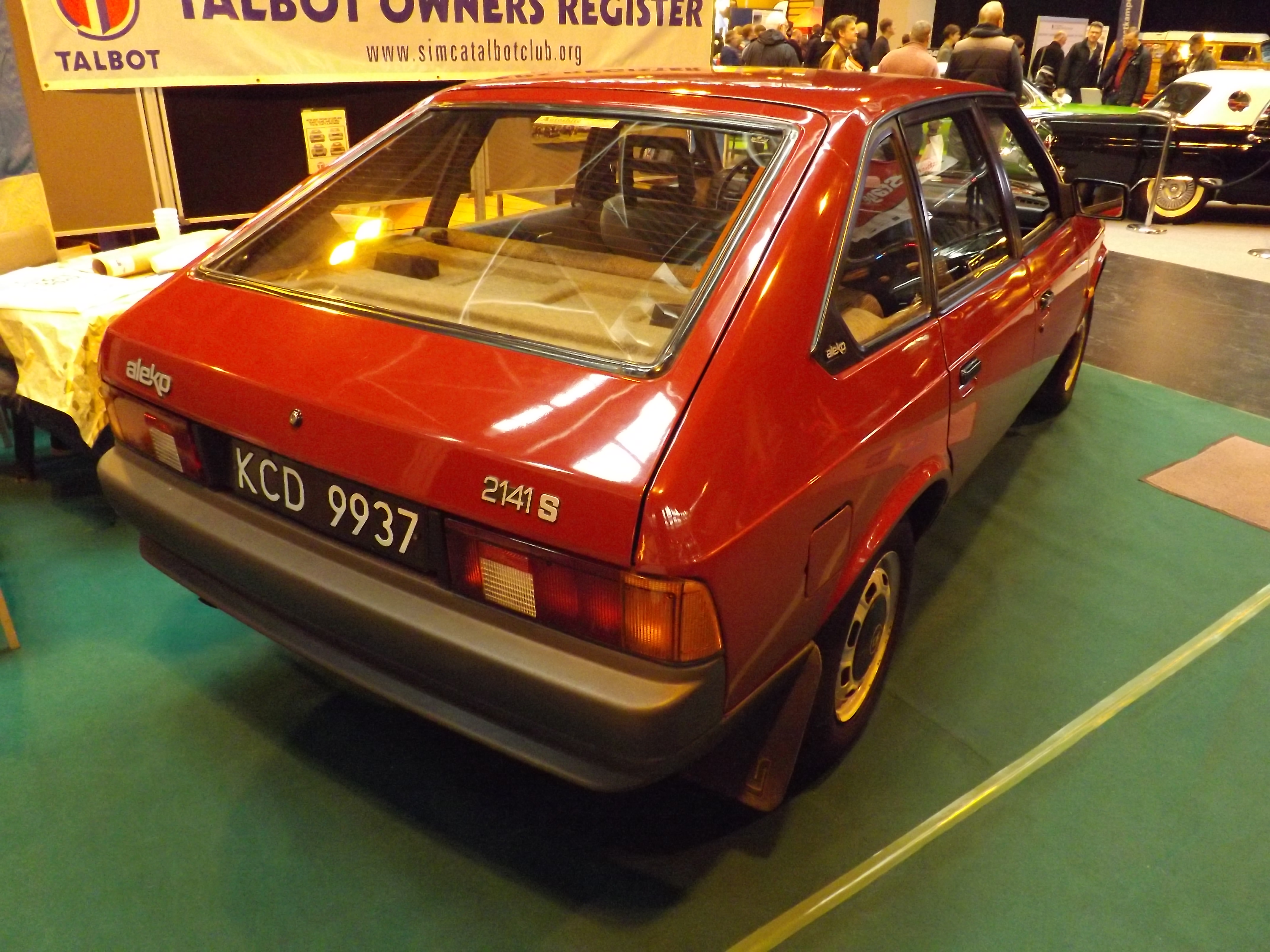
M-21412 alias M-2141S
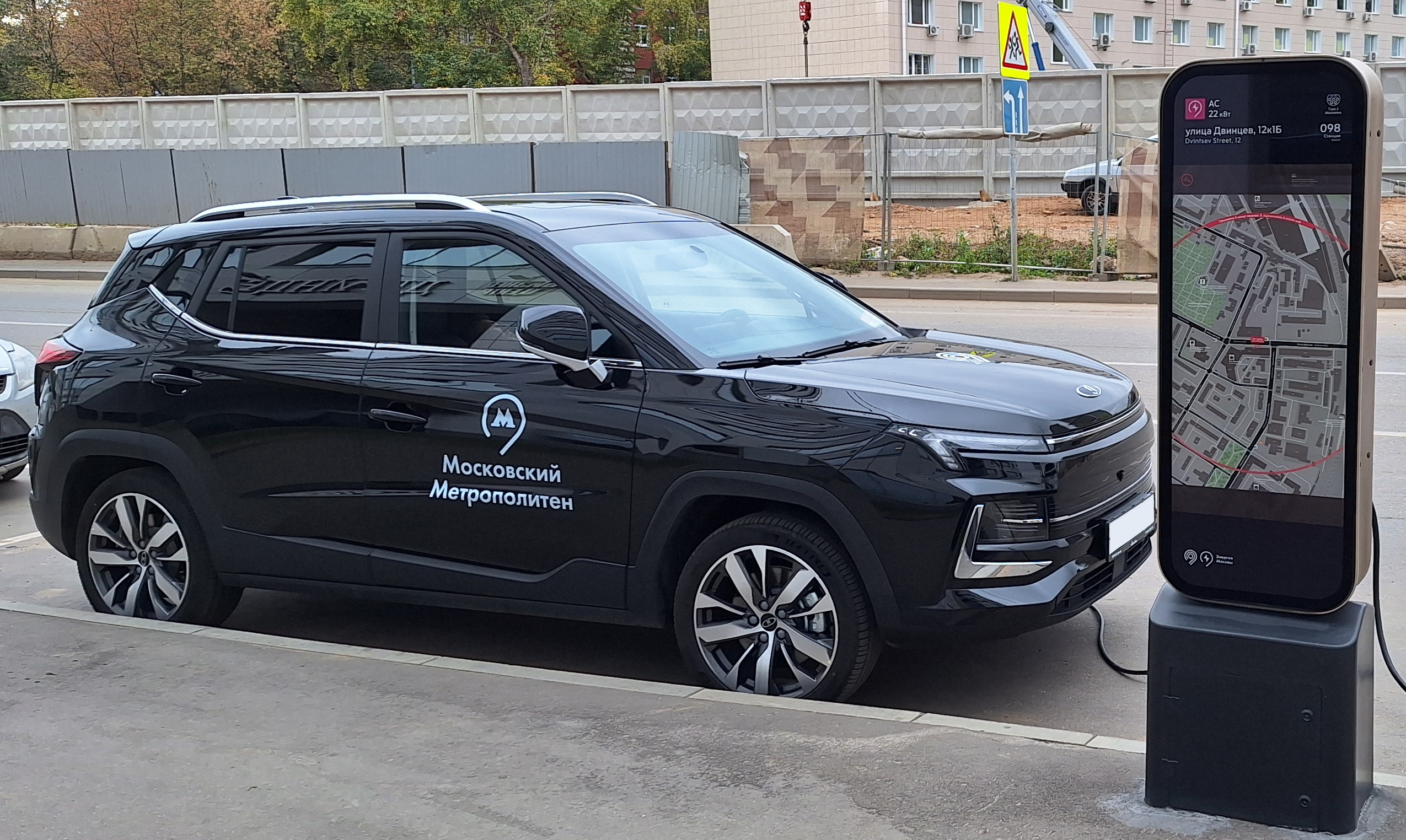
Moskvici 3e